# Тетиевский район
Тети́евский район (укр. Тетіївський район) — упразднённая административная единица на юго-западе Киевской области Украины. Административный центр — город Тетиев.

## География
Площадь — 758 км².
Основные реки — Роська.
Район граничит на севере с Володарским районом Киевской области, на юге — с Монастырищенским и Жашковским районами Черкасской области, на западе — с Погребищенским и Оратовским районами Винницкой области, на востоке — со Ставищенским районом Киевской области.

## История
Район образован в 1923 году. 17 июля 2020 года в результате административно-территориальной реформы район вошёл в состав Белоцерковского района.

## Демография
Население района составляет 37 866 человек (данные 2006 г.), в том числе в городских условиях проживают около 15 111 человек. Всего насчитывается 33 населённых пунктов.

## Административное устройство
Количество советов:
- городских — 1
- сельских — 22

Количество населённых пунктов:
- городов районного значения — 1
- сёл — 32

## Населённые пункты
В район на момент его упразднения входили 33 населённых пункта, в том числе 1 город (Тетиев) и 32 села:
- Бурковцы
- Высокое
- Галайки
- Голодьки
- Горошков
- Григоровка
- Дениховка
- Дзвеняче
- Дибровка
- Дубина
- Кашперовка
- Клюки
- Кошев
- Михайловка
- Молочное
- Ненадиха
- Одайполь
- Перше Травня
- Погребы
- Пятигоры
- Реденькое
- Росишки
- Скибинцы
- Софиполь
- Стадница
- Степовое
- Тайница
- Тарасовка
- Тележинцы
- Хмелевка
- Черепин
- Черепинка

## Известные люди
В районе родилась Герой Украины — Гришко, Зинаида Михайловна.